# Lonçon
Lonçon ist eine französische Gemeinde mit 222 Einwohnern (Stand 1. Januar 2022) im Département Pyrénées-Atlantiques in der Region Nouvelle-Aquitaine (vor 2016 Aquitanien). Die Gemeinde gehört zum Arrondissement Pau und zum Kanton Artix et Pays de Soubestre (bis 2015 Kanton Arzacq-Arraziguet).
Der Name in der gascognischen Sprache lautet ebenfalls Lonçon und wird „Lounsou“ ausgesprochen.

## Geographie
Lonçon liegt ca. 25 km nördlich von Pau in der historischen Provinz Béarn am nördlichen Rand des Départements.
Umgeben wird Lonçon von den Nachbargemeinden:
| Fichous-Riumayou | Mialos                                      |       |
| Larreule         | Kompassrose, die auf Nachbargemeinden zeigt | Séby  |
| Momas            | Bournos                                     | Doumy |

Lonçon liegt im Einzugsgebiet des Flusses Adour. Der Riumayou, ein Nebenfluss des Luy de France, durchquert das Gemeindegebiet.

## Geschichte
Der Ursprung des Namens der Gemeinde ist wahrscheinlich aus dem lateinischen Namen Loncinus und dem Suffix -onem zusammengesetzt, das zusammen „Landgut des Loncinus“ bedeutet. Dies weist auf eine Besiedelung bereits in der gallorömische Zeit hin.
Toponyme und Erwähnungen waren in der Folge:
- Lonso und Lonson (1538 bzw. 1673, Manuskriptsammlung des 16. bis 18. Jahrhunderts),
- Lonson (1750, Karte von Cassini),
- Lonçon (1793, Notice Communale)
- Lonson (1801, Bulletin des Lois) und
- Lonçon (1863, Dictionnaire topographique du département des Basses-Pyrénées).[4][5][6]

### Einwohnerentwicklung
In der Mitte des 19. Jahrhunderts bewegte sich die Einwohnerzahl auf einem Niveau von rund 320 Einwohnern, nahm ab den 1870er Jahren bei kurzzeitigen Phasen der Erholung bis zu den 1940er Jahren auf ein Niveau von rund 100 Einwohnern ab, bevor mit der Jahrtausendwende ein deutliches Wachstum einsetzte.
| Jahr      | 1962 | 1968 | 1975 | 1982 | 1990 | 1999 | 2006 | 2009 | 2022 |
| --------- | ---- | ---- | ---- | ---- | ---- | ---- | ---- | ---- | ---- |
| Einwohner | 102  | 94   | 101  | 101  | 108  | 101  | 122  | 155  | 222  |

## Sehenswürdigkeiten

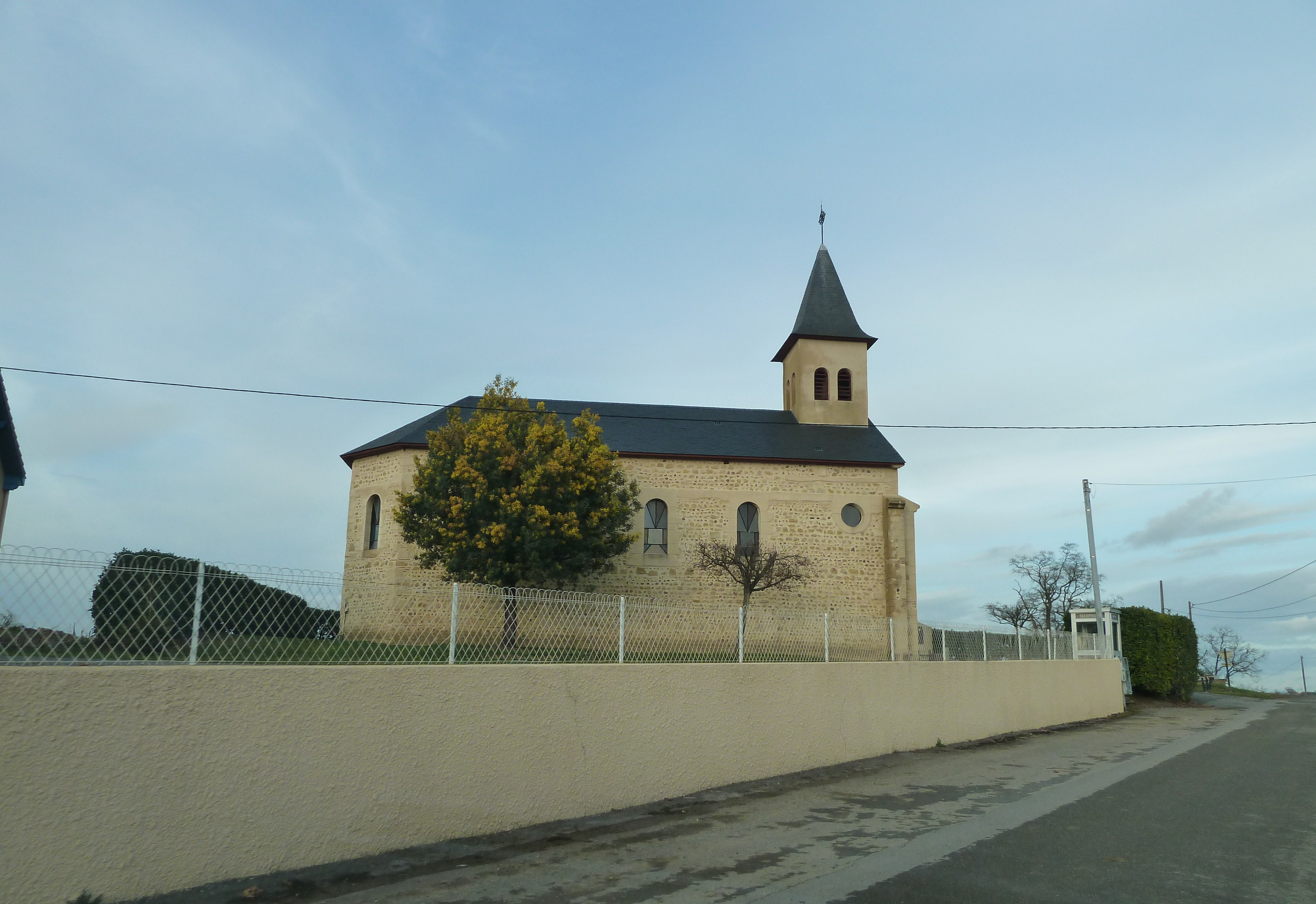
Pfarrkirche Sainte-Gemme in Lonçon

- Pfarrkirche von Lonçon, geweiht der heiligen Gemma. Sie ist zu Beginn des 20. Jahrhunderts als Ersatz für eine einfache romanische Kirche errichtet worden. Von diesem Gotteshaus im Ortsteil Labarthe sind heute nur noch Rudimente übrig geblieben. Die neue Kirche besitzt eine Giebelfassade, die an den Rändern mit doppelten Strebewerken verstärkt ist. Ein kleiner Belfried mit Pyramidendach ragt aus dem Langbau empor. Im Innern ist das einschiffige, mit Holzdecke versehene Langhaus an seiner rechten Seite von einer Seitenkapelle aus dem Jahre 1989 und einer kleinen Sakristei flankiert und mit einer Apsis mit drei Außenwänden abgeschlossen. Ein Tabernakel aus vergoldetem Holz stammt aus dem Ende des 18. Jahrhunderts und ist als nationales Kulturgut registriert.[8][9]

- Bauernhof von Lartigue. Das Wohngebäude stammt vermutlich aus dem 17. Jahrhundert und wurde im 20. Jahrhundert umgestaltet. Gegenüber dem Eingang mit einem abgeschrägten Sturz führt die ursprüngliche Truppe von der Küche in das obere Stockwerk. Die Sprossenfenster im Erdgeschoss mit verzierten Fensterbänken sind zweifellos später hinzugefügt worden. Ein Kamin und ein Spülbecken aus dem 17. Jahrhundert sind bewahrt worden. Das Haus befindet sich in Privatbesitz und ist als nationales Kulturgut registriert.[10][11]

## Wirtschaft und Infrastruktur
Landwirtschaft und Dienstleistungen sind die wichtigsten Wirtschaftsfaktoren der Gemeinde.

### Verkehr
Lonçon ist erreichbar über die Routes départementales 32, 206 und 279.